# Muraenolepis evseenkoi
Muraenolepis evseenkoi is een straalvinnige vissensoort uit de familie van de aalkabeljauwen (Muraenolepididae). De wetenschappelijke naam van de soort is voor het eerst geldig gepubliceerd in 2010 door Balushkin & Prirodina.